# Kolkata Book Fair

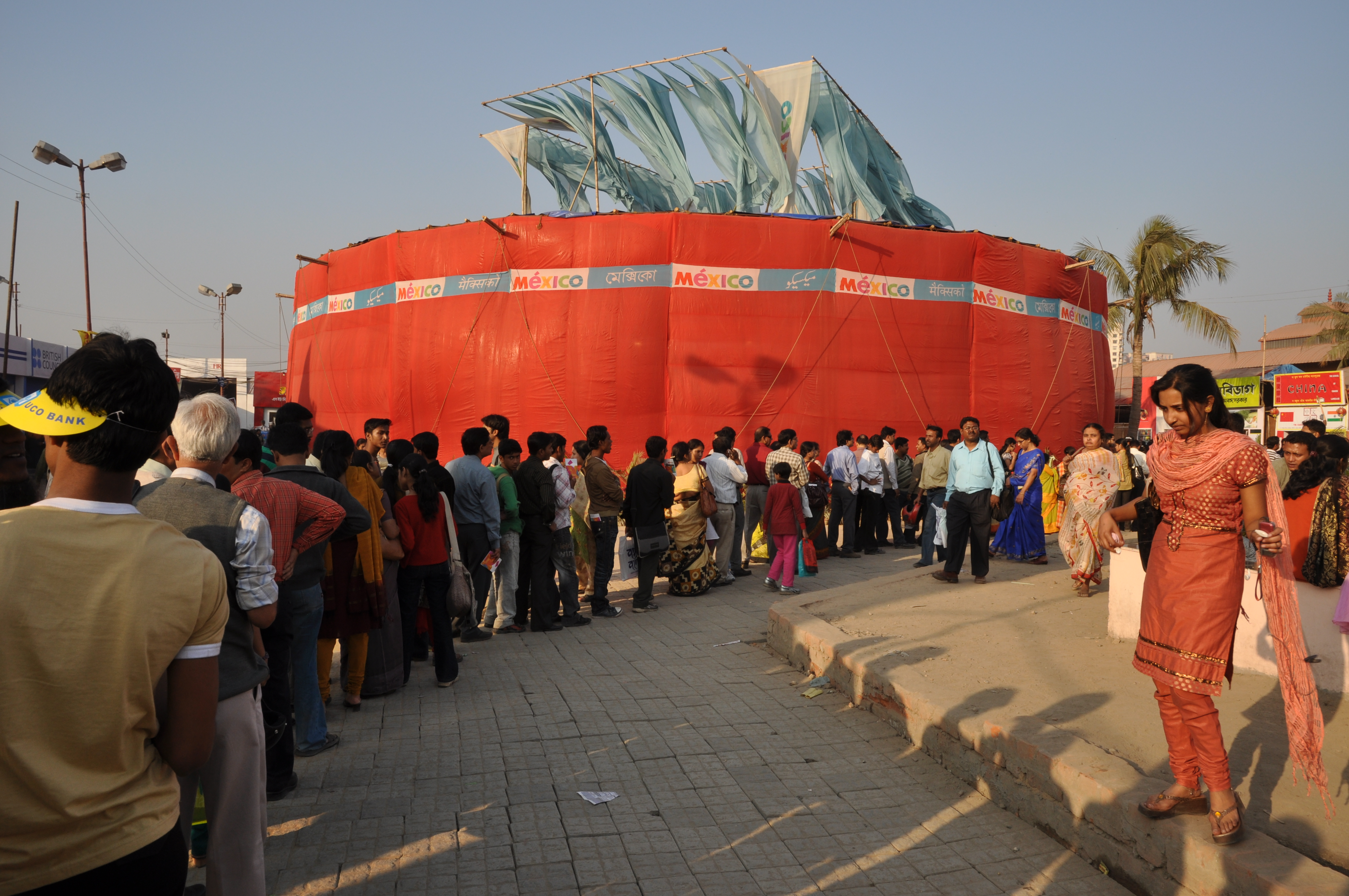
Der mexikanische Pavillon 2010

The International Kolkata Book Fair (bengalisch আন্তর্জাতিক কলকাতা পুস্তকমেলা), Antarjatik Kolkata Boimela, die Internationale Buchmesse Kolkatas, wird seit 1976 in Kolkata (damals Kalkutta) abgehalten. Sie ist eine Publikumsmesse, die jährlich über 2 Millionen Besucher anzieht.
Die Buchmesse findet im Januar/Februar statt, um die gleiche Zeit wie Saraswati-Puja, ein Frühlingsfest und der höchste Feiertag der Göttin Sarasvati, die Schutzpatronin des Lernens.
Seit 2014 wird an drei Messetagen ein Literaturfestival, Kolkata Literature Festival, organisiert.

## Geschichte
Im Jahr 1974 beschlossen einige Buchhändler in Kalkutta, eine Buchmesse nach dem Vorbild der Frankfurter Buchmesse zu organisieren, um ein größeres Publikum  anzusprechen. Dazu wurde im Jahr 1975 die Vereinigung der Verleger und Buchhändler (Publishers & Booksellers Guild) gegründet. Gründungspräsident wurde Sushil Mukherjee und Jayant Manaktala wurde erster Generalsekretär. Die erste Buchmesse fand am 5. März 1976 nahe dem Victoria Memorial unter Beteiligung von 34 Verlegern mit 56 Ständen statt. Im Jahr 1979 wurde die Zweihundertjahrfeier des ersten in bengalischer Sprache gedruckten Buches mit einer kleinen Sonderausstellung begangen. In den folgenden Jahren nahm die Buchmesse weiter an Umfang zu und gewann internationale Bedeutung.

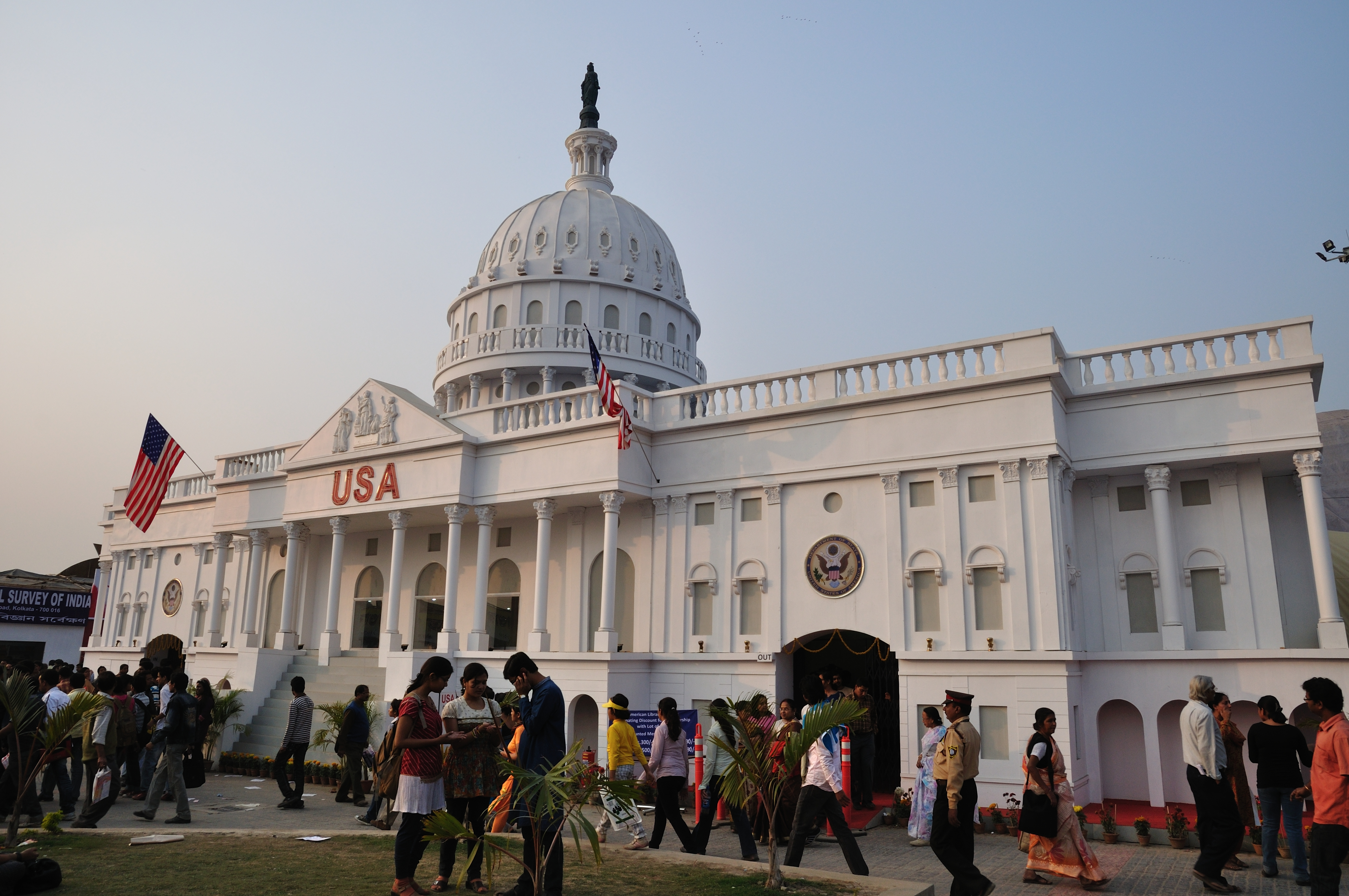
2011 waren die Vereinigten Staaten Themenland auf der Buchmesse

Ab 1991 wurde nach dem Vorbild der Frankfurter Buchmesse jedes Jahr ein Land als Schwerpunktthema gewählt. Anfänglich waren dies verschiedene indische Bundesstaaten und 1997 mit Frankreich erstmals ein europäisches Land.
Im Jahr 2007 kam es zu Konflikten mit Umweltschützern, die erfolgreich vor dem Calcutta High Court gegen die Nutzung der Grünanlagen am Maidan in Kolkata klagten. Die Buchmesse musste daraufhin auf ein wesentlich kleineres Gelände am Saltlake stadium umziehen. Ähnliche Probleme ergaben sich im Folgejahr. Ab 2011 war der Eintritt zur Buchmesse kostenlos und die Geländemiete wurde von staatlichen Stellen subventioniert. Ab 2018 fand die Messe auf dem Central Park Mela Ground statt. Im Jahr 2021 fiel die Messe wegen der COVID-19-Pandemie aus.

## Themen
Seit 1991 wird nach dem Vorbild der Frankfurter Buchmesse immer ein Thema ausgewählt, unter dem die Buchmesse startet.
In den ersten Jahren waren dies die indischen Bundesstaaten Assam, Orissa, Tripura, Bihar und Westbengalen. Erste nicht-indische Themen waren 1994 Simbabwe und 1998 Frankreich. Im Jahr 2025 war mit Deutschland erstmals ein deutschsprachiges Land Thema der Buchmesse. Einige Länder waren schon mehrfach Thema der Messe (Vereinigtes Königreich, Frankreich, Bangladesch).